# Bulbophyllum chloranthum
Bulbophyllum chloranthum är en orkidéart som beskrevs av Rudolf Schlechter. Bulbophyllum chloranthum ingår i släktet Bulbophyllum och familjen orkidéer. Inga underarter finns listade i Catalogue of Life.